# Лауэрц
Лауэрц (нем. Lauerz) — деревня и коммуна в Швейцарии, в кантоне Швиц, входит в состав округа Швиц. Омывается Лауэрцким озером.

## История
В 13 веке на острове Шванау был построен замковый комплекс, изначально принадлежавший Кибургам. В 1273 году он перешёл в руки Габсбургов.
Впервые упоминается в 1306 году под названием Лоуэрц (нем. Lowertz). Происхождение названия точно неизвестно: возможно, название деревне могли дать небольшие месторождения руды в коммуне.
В 1670 году в деревне появилась первая школа, однако до 1850-х годов у неё не было собственного здания.
В 18 веке коммуна Лауэрц стала политически независимой. В это время значительно выросла добыча руды.

В 1806 году Лауэрц сильно пострадал от оползня в городе Гольдау. Весь запад и центр деревни был разрушен мощной приливной волной  В результате стихийных бедствий уцелела только церковь, погибли 115 жителей деревни. В 1807—1810 годах церковь была перестроена по проекту Якоба Наттера.

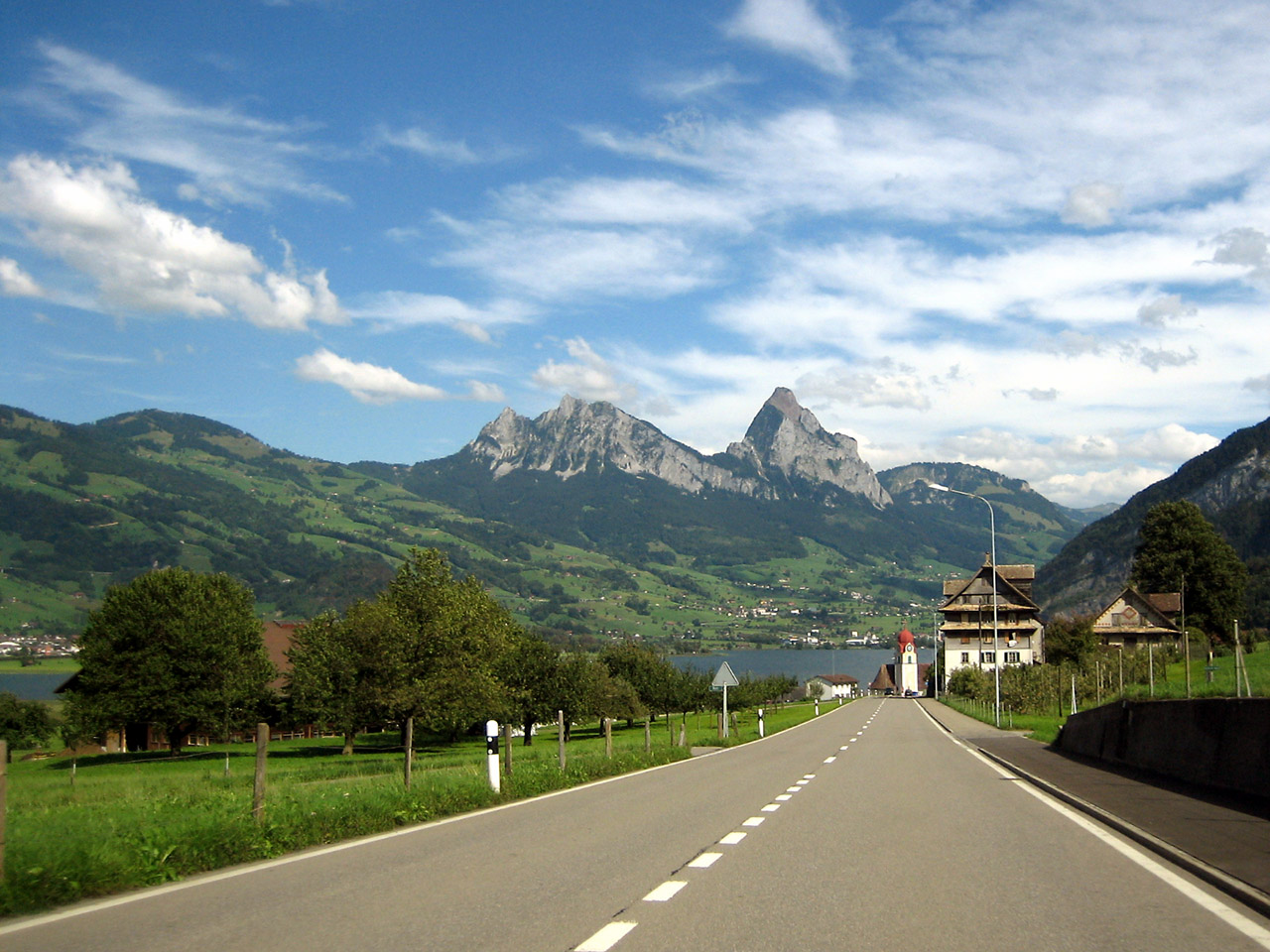
Лауэрц

С 1967 года входит в кантон Швиц.

## География
Деревня Лауэрц расположена на южном побережье Лауэрцкого озера на высоте 450 метров над уровнем моря. Коммуна, кроме самой деревни, включает в себя несколько одиночных поместий между северным склоном горы Риги и озером. Также коммуне принадлежить часть территории озера, острова Шванау и Роггенбург.
Площадь коммуны (по состоянию на 2006 год) составляет 9,2 км². 44,7 % этой площади используется для сельского хозяйства, 35,4 % покрыто лесами. 4,2% площади урбанизированы (здания, дороги), остальные 15,7 % занимают водоёмы, ледники, горы.

## Население

### Характеристика
Данные приведены на 2000 год, если не указано иное.
Численность населения коммуны (на 1 января 2019 года) — 1110 человек. По состоянию на 2013 год, 7,2 % населения составляют иностранцы. За 2009—2019 годы население выросло на 5,7 %.
Большинство населения (97,1 %) владеют немецким языком; 0,5 % — французским; 0,1 % — итальянским; 2,3 % — другими языками.
47,7 % населения неженаты, 46,1 % находятся в браке, 3,3 % овдовели, 2,9 % разведены.
83,6% населения — римские католики, 8,1 % — протестанты, 5,6 % — атеисты, 1,8 % не определились с ответом, 0,8 % исповедуют ислам.
96,6 % населения — швейцарцы, по 1,1 % — немцы и югославы, 0,3 % — португальцы, 0,2 % — австрийцы, по 0,1 % — испанцы, французы, великобританцы, чехи, североамериканцы.
Безработица среди трудоспособного населения — 0,5 %.

### Численность населения по годам
| Численность населения | Численность населения | Численность населения | Численность населения | Численность населения | Численность населения | Численность населения | Численность населения | Численность населения | Численность населения |
| 1850                  | 1900                  | 1950                  | 1981                  | 1982                  | 1983                  | 1984                  | 1985                  | 1986                  | 1987                  |
| --------------------- | --------------------- | --------------------- | --------------------- | --------------------- | --------------------- | --------------------- | --------------------- | --------------------- | --------------------- |
| 474                   | ↘ 436                 | ↗ 549                 | ↗ 603                 | ↘ 594                 | ↗ 608                 | ↘ 607                 | ↗ 615                 | ↗ 629                 | ↗ 653                 |
| 1988                  | 1989                  | 1990                  | 1991                  | 1992                  | 1993                  | 1994                  | 1995                  | 1996                  | 1997                  |
| ↗ 660                 | ↗ 676                 | ↘ 675                 | ↗ 712                 | ↘ 708                 | ↗ 722                 | ↗ 727                 | ↗ 743                 | ↗ 791                 | ↗ 841                 |
| 1998                  | 1999                  | 2000                  | 2001                  | 2002                  | 2003                  | 2004                  | 2005                  | 2006                  | 2007                  |
| ↗ 868                 | ↗ 885                 | ↗ 887                 | ↘ 879                 | ↗ 890                 | ↗ 906                 | ↘ 905                 | ↗ 926                 | ↗ 943                 | ↗ 977                 |
| 2008                  | 2009                  | 2010                  | 2011                  | 2012                  | 2013                  | 2014                  | 2015                  | 2016                  | 2017                  |
| ↗ 1000                | ↗ 1031                | ↗ 1054                | ↗ 1055                | ↘ 1049                | ↗ 1056                | ↗ 1060                | ↗ 1077                | ↗ 1096                | ↘ 1067                |
| 2018                  | 2019                  |                       |                       |                       |                       |                       |                       |                       |                       |
| 1081                  | 1100                  |                       |                       |                       |                       |                       |                       |                       |                       |